# Habrocestum bovei
Habrocestum bovei es una especie de arañas araneomorfas de la familia Salticidae.

## Distribución geográfica
Se distribuye por la península ibérica (España) y el Magreb.